# Falcimala
Falcimala là một chi bướm đêm thuộc họ Erebidae.